# Болтенков, Иван Васильевич
Иван Васильевич Болтенков (1900—1982) — советский инженер-мелиоратор. Лауреат Ленинской премии (1965).

## Биография
Иван Болтенков родился в 1900 году. В 1929 году окончил инженерно-мелиоративный факультет Донского политехнического института. В 1929—1937 и в 1941—1947 годах работал в проектно-изыскательском управлении «Туркменводпроиз» . В 1938—1941 годах работал в проектной конторе «Севкавводпроиз». В 1947—1951 годах — главный инженер проектной конторы «Каракумводпроект». С 1952 года — главный инженер проекта института «Туркменгипроводхоз».
Был главным инженером проекта проекта Каракумского канала имени В. И. Ленина в Туркменской ССР, за что в 1965 году был удостоен Ленинской премии. Также был удостоен звания Заслуженный ирригатор Туркменской ССР.
Умер в 1982 году.